# As Provações de Apolo
The Trials of Apollo (traduzido no Brasil e em Portugal como As Provações de Apolo) é uma série literária de livros de fantasia e aventura baseada na mitologia greco-romana escrita por Rick Riordan. É uma continuação das séries Percy Jackson & os Olimpianos e Os Heróis do Olimpo.
Os livros vão ser narrados por Apolo e o primeiro deles, O Oráculo Oculto foi lançado em 3 de maio de 2016. O segundo, intitulado de A Profecia das Sombras, foi publicado em 2 maio de 2017. O terceiro, em 10 de maio de 2018. O quarto, em 24 de setembro de 2019. O quinto foi lançado em setembro de 2020

## Sinopse
Como você pune um deus imortal? Tornando-o humano, é claro!
Após irritar Zeus, o deus grego Apolo é expulso do Monte Olimpo. Fraco e desorientado, ele chega a cidade de Nova Iorque como um adolescente comum. Agora, sem seus poderes divinos, a deidade de quatro mil anos de idade deve aprender a sobreviver no mundo moderno até que ele possa, de alguma forma, encontrar uma maneira de entrar nas graças de Zeus novamente. Mas Apolo tem muitos inimigos — deuses, monstros e mortais que amariam ver o ex olimpiano permanentemente destruído. Apolo precisa de ajuda, e ele acha que o único lugar para ir… um enclave de modernos semideuses conhecido como Acampamento Meio-Sangue.

## Livros

### O Oráculo Oculto
É o primeiro livro da série. Lançado simultaneamente nos Estados Unidos e no Brasil em 3 de maio de 2016.
Apolo, o deus do sol e da arte, caiu numa caçamba de lixo no bairro de Hell's Kitchen em Manhattan,NY como Lester Papadopoulos, um adolescente mortal com cabelo encaracolado, espinhas e sem abdômen tanquinho, mas principalmente: sem seus poderes divinos e extraordinários. Em O Oráculo Oculto com a ajuda de Meg McCaffrey - uma semideusa sem-teto - e uma carona de Percy Jackson ele vai para o Acampamento Meio-Sangue em busca de uma solução para os seus problemas e acaba encontra sua missão: solucionar os mistérios de tantos semideuses que estão desaparecendo, recuperar o oráculo que não manifesta profecias há meses e, mais importante, voltar a ser o imortal belo e gracioso que todos amam.

### A Profecia das Sombras
É o segundo livro da série. Foi lançado nos Estados Unidos e no Brasil em 2 de maio de 2017. Após ter recebido uma profecia do Oráculo de Dodona, no Acampamento Meio-Sangue, Apolo viaja com Leo Valdez e a também ex imortal Calipso em Festus, o dragão mecânico de Leo, para o Meio-Oeste, onde lá descobrem pistas de quem é um dos novos inimigos de Apolo, que acaba se revelando um velho conhecido do ex deus e antigo interesse amoroso. Eles descobrem qual oráculo têm que ir para achar soluções ao vários problemas, mas, com um problema; tal oráculo pode levar quem o use a loucura e/ou morte.

### O Labirinto de Fogo
O Labirinto de Fogo foi lançado nos Estados Unidos em 1 de maio de 2018 e no Brasil em 10 de maio do mesmo ano. O livro conta a história em que, após receber uma temida profecia do oráculo de Trofônio, Apolo e Meg viajam com o melhor amigo de Percy Jackson e Annabeth Chase, Grover Underwood, pelo antigo e perigoso labirinto de Dédalo. O problema é que o terceiro Imperador aguarda com novos monstros, uma poderosa aliada, e um interesse que poderá destruir o ex deus.

### A Tumba do Tirano
O quarto livro, The Tyrant's Tomb, foi lançado em 24 de setembro de 2019.Neste livro seguindo a dica da Sibila, nossos heróis Apolo e Meg vão até o Acampamento Júpiter, a procura da "Nascida de Belona", ou seja, a procura da pretora Reyna Avila Ramírez-Arellano, enquanto carregam o corpo do recém falecido Jason Grace. Chegando lá Lester primeiramente se assusta ao finalmente se deparar com Reyna, com medo de algo que Afrodite lhe disse há muito tempo, mas mesmo assim conta suas recentes aventuras com a ajuda do seu ukulele. Após isso o Acampamento Júpiter resolve ajuda-los a por um fim na tirania de Calígula, Nero e Comodo, os três temidos imperadores romanos.

### A Torre de Nero
O quinto livro, The Tower of Nero, foi lançado no Brasil em 6 de outubro de 2020. Lester e Meg precisam encontrar um jeito de destruir o imperador Nero que, agora ameaça por fogo na cidade de New York. Com a ajuda de Nico di Ângelo, Will Solace e Rachel Elizabeth Dare, consegue entrar na torre com um plano que obviamente não da certo. Toda a população agora corre perigo, e além de destruir Nero, Apolo precisa enfrentar uma antiga inimiga. Ele tentará salvar o futuro da humanidade, nem que morra tentando.

## Personagens
- Apolo/Lester Papadopoulos -  Apolo, também conhecido como Lester Papadopoulos em sua forma humana, é o deus grego do sol, luz, cura, música, poesia, arco e flecha, da razão e da profecia. Ele é o irmão gêmeo da deusa Ártemis. Está atualmente preso em uma forma humana pois que foi expulso do Olimpo por seu pai Zeus.

- Margaret "Meg" McCaffrey - Uma semideusa de doze anos que usa óculos de gatinhos e uma filha poderosa de Deméter. Cresceu sozinha em Hell's Kitchen e depois que Apolo é forçado a viver como um mortal, Meg salva-o de ser assaltado em um beco. Quando ela descobre que ele precisa ser servo de alguém, a fim de retornar ao Olimpo, ela o proclama  com seu escravo.

- Pêssego - Um karpos invocado inconscientemente por Meg e que é extremamente apegado a semideusa.

- Austin Lake - Semideus grego, filho de Apolo. Lutou na Batalha de Manhattan em O Último Olimpiano. Tem o dom de seu pai para tocar diversos instrumentos musicais.

- Harley - Semideus grego, filho de Hefesto. Possuí apenas oito anos, mas tem uma mente brilhante.

- Kayla Knowles - Semideusa grega, filha de Apolo. Também lutou na Batalha de Manhattan e possuí habilidade incríveis com arco e flecha, o que faz dela instrutora de arco e flecha do acampamento meio-sangue.

- Paulo/Paolo Montes - Semideus grego, filho de Hebe. Um brasileiro azarado que está no acampamento meio-sangue, mas não fala nada de inglês.

- Will Solace - Ele é um semideus grego, filho de Apolo e Naomi Solace. Conselheiro atual do chalé de Apolo e um curador proeminente. Ele está atualmente em um relacionamento com Nico di Angelo.

- Nico Di Angelo - Semideus grego, filho de Hades. Ele esta em um relacionamento com Will Solace e possui uma espada negra de ferro estígio e manuseia-a bastante bem, além disso, como filho de Hades, pode invocar mortos-vivos, fazer rachaduras no chão e, as vezes, ao ficar nervoso, pode enviar pessoa diretamete ao Mundo Inferior ou simplesmente fazer a grama por perto murchar(dependendo do seu humor!).

- Percy Jackson - Semideus grego, filho de Poseidon. Recentemente Percy está tentando entrar para a faculdade no Acampamento Júpiter com Annabeth, mas sempre que pode, ajuda Apolo e os semideuses a salvar o acampamento.